# 万代恒雄
万代 恒雄（まんだい つねお、1929年12月29日 - 1994年5月9日）は日本の牧師。
聖霊派の日本福音宣教会松山クリスチャンセンターの創設者。哲学博士。

## 生涯
1929年上海に生まれる。1932年に東京に一時帰国。1942年再び一家は上海に住み、終戦まですごした。 戦後帰国し、1947年に神戸大学法学部に入学した。1948年キリスト教に入信した。献身をこころざして、中央聖書学校を卒業して、アッセンブリーズ・オブ・ゴッド教団の牧師となる。後に、教団を離脱して、独自の活動を始める。
1957年に松山で開拓伝道を開始する。1959年に長男の万代栄嗣が誕生する。1986年にから、放送伝道を開始して、後に朝日放送系14局ネットでまことの救いを今日まで継続している。
ケニア、タンザニア、インドネシアなど世界26ヶ国を巡回して伝道した。1981年にノイローゼ治療のために松山ヒューマンクリニックを開設した。また、1983年には可能性開発研修センターを開設した。1985年アメリカのインターナショナル・ユニバーシティーより哲学博士の学位を得る。

## 著書
- 『人生を3倍に生きる』
- 『夢をつかみとる人生』
- 『幸せをよぶ一日一訓』
- 『トータルパースン』
- 『競争せずに勝つ』
- 『人は動く』
- 『トータルパースンの子育て』
- 『キリストのいやし』
- 『マイヤーズ・スピリット』
- 『キリストのセールズマン』
- 『セールズマン哲学』
- 『サラリーマン哲学』
- 『信じたとおりに生きられる』
- 『聖書の中の成功物語』